# Gornji Brgat
Gornji Brgat är ett samhälle i kommunen Župa dubrovačka i Kroatien. Samhället har 199 invånare (2011).